# Agnieszka Smoczyńska
Agnieszka Smoczyńska (Wroclaw, 18 de mayo de 1978) es una directora de cine y televisión polaca. 

## Biografía
Smoczyńska fue alumna de la Escuela de Cine Krzysztof Kieślowski en Katowice. Su debut cinematográfico fue el largometraje titulado Córki dancingu, traducido como El señuelo (The Lure, 2015) y relanzado por The Criterion Collection en 2017, al igual que los cortometrajes Aria Diva (2007) y ¡Viva María! (2010). En el 2022, ganó el premio Golden Lions en el Festival de Cine de Gdynia por su cuarto largometraje, The Silent Twins (Los gemelos silenciosos). 

## Filmografía

### Largometrajes
| Year | Title                   | Role(s)  | Role(s) | Role(s)  |
| Year | Title                   | Director | Writer  | Producer |
| ---- | ----------------------- | -------- | ------- | -------- |
| 2015 | Córki dancingu          | Sí       | No      | No       |
| 2018 | The Field Guide to Evil | Segment  | No      | No       |
| 2018 | Fugue                   | Sí       | No      | No       |
| 2022 | The Silent Twins        | Sí       | No      | No       |
| —    | Hot Spot                | Sí       | No      | No       |